# 호세 라몬 에스나올라
호세 라몬 에스나올라 라부루(스페인어: José Ramón Esnaola Laburu, 1946년 6월 30일, 바스크 주 안도아인 ~)는 스페인의 전직 축구 선수로, 현역 시절 골키퍼로 활약하였다.
그는 베티스 소속으로 40년을 동행했는데, 그는 그 동안 여러 직위를 맡았다.

## 클럽 경력
에스나올라는 기푸스코아 도 안도아인 출신이다. 그는 레알 소시에다드와 베티스에서 현역 생활을 했는데, 이 중 20년 중에 16년을 라 리가에서 활약했다. 1부 리그 구단 일원으로, 그는 전자 구단 소속으로 166번, 후자 구단 소속으로 303번의 경기에 출전했는데, 그는 1973년에 당시 세군다 디비시온에 속해 있던 구단으로 12M Ptas의 이적료에 입단했다. 전자 구단 소속으로, 그는 본래 아돌포 아리아가의 후보로, 주전 수문장이 랑그레오와의 경기에서 이자 손상으로 몸져 누우면서 주 수문장으로 도약할 수 있었다.
에스나올라는 안달루시아 연고 구단에서의 1년차에 소속 구단의 1위로 1부 리그 승격을 이룩했는데, 소속 구단은 수비 지표에서 최고 성과를 냈다. 1977년 코파 델 레이 결승전에서 베티스는 바스크를 연고로 하는 또다른 구단인 아틀레틱 빌바오를 상대로 승리하였고, 에스나올라는 명승부 끝에 현역 유일한 우승을 거두었다: 2-2로 정규 시간에 비긴 양 구단은 승부차기 끝에 베티스의 8-7 승리로 마무리했고, 이 과정에서 에스나올라는 3명의 주자를 막고 승부차기 주자로도 나서 호세 앙헬 이리바르를 넘겼다. 그러나, 베티스는 1977-78 시즌이 끝나면서 아래 리그로 강등되었다.
1985년, 에스나올라는 39세에 현역에서 은퇴했다. 그는 잠깐 베티스 지휘봉을 두 번 짧게 잡았었는데, 한 번은 1990-91 시즌에 잡아 소속 구단의 2부 리그 강등을 막지 못했다. 2007년, 그는 골키퍼 코치로 감독진에 복귀했으나 6년 뒤에 은퇴했다.

## 국가대표팀 경력
에스나올라는 스페인 국가대표팀 출전 경험이 없고, 레알 소시에다드 시절에 차출된 적밖에 없다.

## 같이 보기
- 라리가의 선수 목록 (400경기 이상 출전)
- 레알 베티스의 선수 목록 (100경기 이상 출전)